# ヴァイオレット・フェアブラザー
ヴァイオレット・フェアブラザー（Violet Farebrother、1888年8月22日 - 1969年9月27日）は、イギリスの女優。

## 出演作品
- ふしだらな女（ジョンの母）
- 殺人!